# Dennis Wilson
Dennis Carl Wilson (Inglewood, 4 dicembre 1944 – Marina del Rey, 28 dicembre 1983) è stato un musicista, cantante e attore statunitense.
È stato il batterista del gruppo Beach Boys, di cui fu anche membro fondatore assieme ai suoi fratelli Brian e Carl, al cugino Mike Love e all'amico Al Jardine.
Nel 1968 entrò in contatto con Charles Manson e i membri della sua "Family". Nel 1971 ha recitato, accanto a James Taylor, nel film Strada a doppia corsia con la regia di Monte Hellman.
Era l'unico membro dei Beach Boys, assieme a Bruce Johnston, a praticare il surf.

## Biografia

### Beach Boys
La madre di Dennis, Audree, spinse Brian a far entrare Dennis nella prima formazione dei Beach Boys. Su suggerimento del cugino più anziano, Mike Love, Dennis aveva chiesto a Brian di mettere su una band e di comporre una canzone sul surf. I Beach Boys si formarono nell'agosto 1961 sotto la guida del padre-manager Murry Wilson e riscossero ben presto un notevole successo.

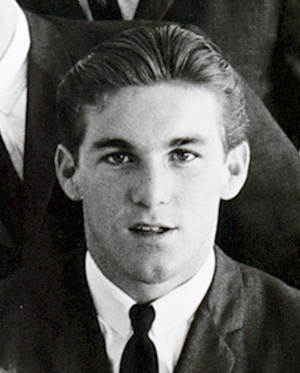
Dennis Wilson nel 1962

Durante i primi anni di carriera del gruppo, a Dennis Wilson venne affidato il ruolo di batterista. Wilson aveva poca esperienza come strumentista ma imparò in fretta acquisendo una buona tecnica. Nonostante ciò, Brian Wilson si rese subito conto delle lacune iniziali di Dennis come batterista e occasionalmente convocava in studio dei turnisti per suonare la batteria nelle incisioni dei pezzi sugli album. Dennis accettò la situazione con umiltà, affermando in seguito: «Brian Wilson "è" i Beach Boys. Noi siamo solo i suoi messaggeri. Lui è tutto, noi non siamo niente.» Anche se in rare occasioni cantava sul palco, la sua voce particolare fu un ingrediente chiave del "sound" della band in studio.

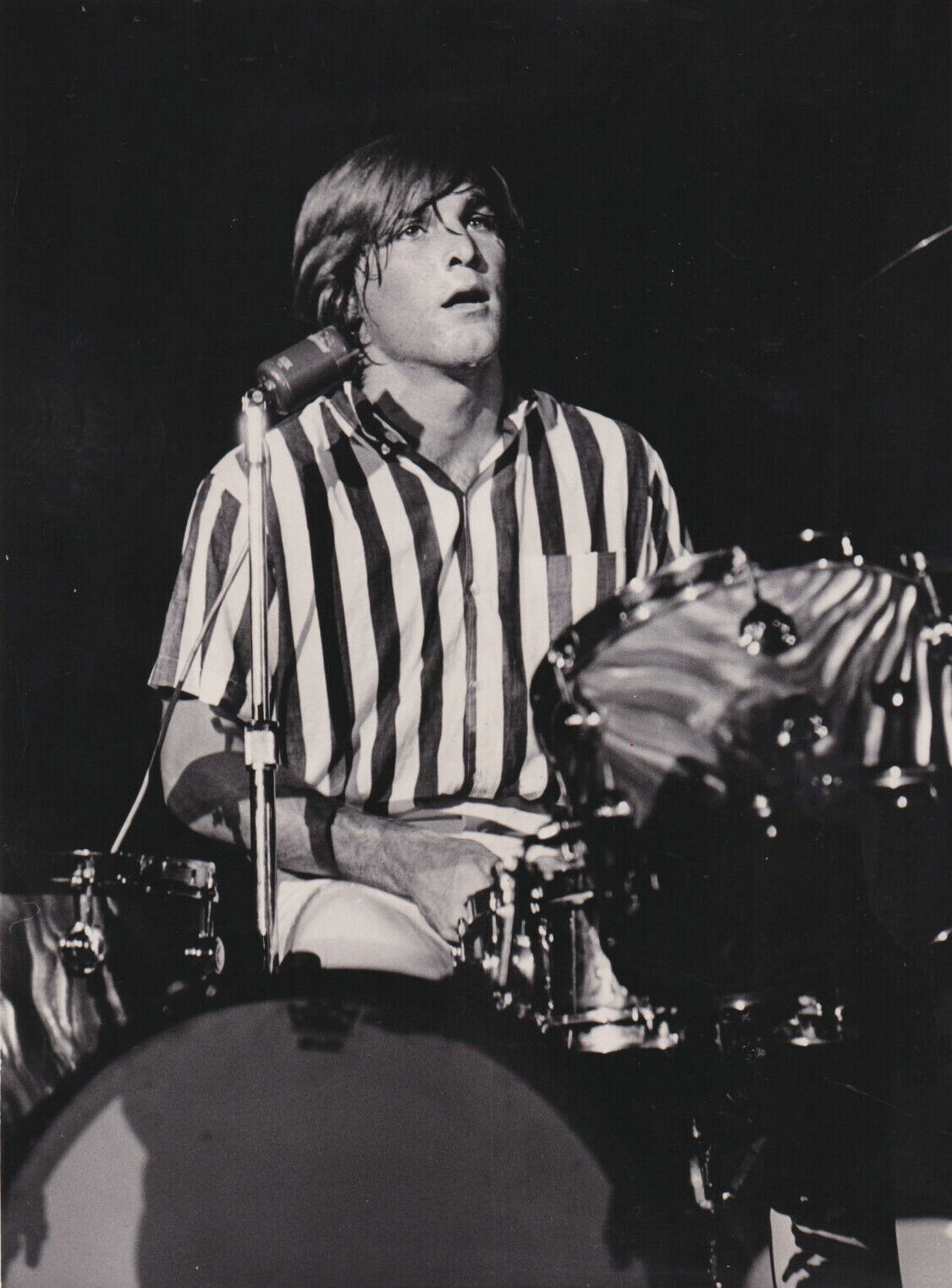
Wilson alla batteria (1965)

Debuttò come voce solista in un brano dei Beach Boys nel febbraio 1965 cantando Do You Wanna Dance? sull'album Today! Sempre nello stesso anno cantò, sull'album Beach Boys' Party!, una versione di You've Got to Hide Your Love Away dei Beatles accompagnandosi con la chitarra.
La prima composizione "maggiore" a firma Dennis Wilson inclusa in un LP della band fu la canzone Little Bird, pubblicata anche come B-side del singolo Friends estratto dall'omonimo album del 1968.
Altri brani scritti da Wilson furono poi inseriti in altri dischi dei Beach Boys come 20/20 (1969), Sunflower (1970), Carl and the Passions - "So Tough" (1972), Holland (1973) e altri. Sunflower include la traccia Forever, la sua composizione più celebre che gli fece guadagnare i complimenti dal fratello maggiore Brian e dal padre Murry. L'album vede la presenza di altre tre canzoni composte da Dennis: Slip on Through, Got to Know the Woman e It's About Time.
Nel 1971, Dennis si infortunò gravemente ad una mano e non poté di conseguenza suonare la batteria per un certo periodo; così tra il 1972 e il 1974 venne sostituito da Ricky Fataar. Durante questo lasso di tempo, Dennis agì da frontman della band insieme a Mike Love, suonando la tastiera e cantando in qualche pezzo.
Nella pausa temporale di tre anni a seguito della registrazione del fallimentare Holland, la voce di Dennis si deteriorò in maniera permanente a causa dell'abuso di droghe ed alcol.
Nel 1974, in concomitanza con il successo della compilation Endless Summer che rivitalizzò la carriera del gruppo, Wilson tornò ad occupare stabilmente il suo ruolo di batterista. Secondo il biografo di Dennis, Jon Stebbins, fu in questo periodo che egli contribuì alla stesura del testo e della melodia del brano You Are So Beautiful durante un party a casa di Billy Preston.

### L'incontro con la Famiglia Manson

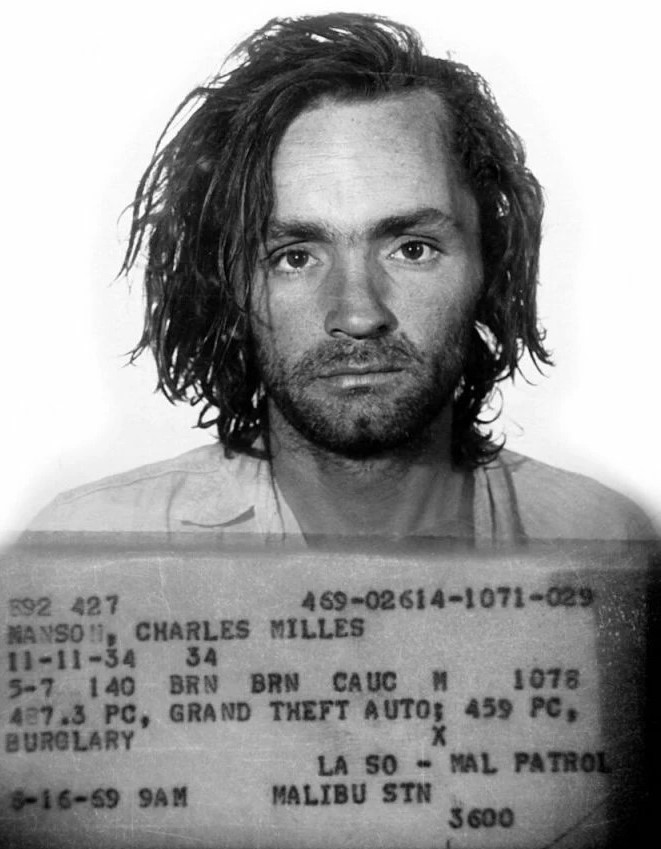
Charles Manson nel gennaio 1971

Nel 1968 Dennis Wilson stava percorrendo in auto una strada a Malibù, quando scorse due giovani autostoppiste (Ella Jo Bailey e Patricia Krenwinkel) sul ciglio della strada. Essendo due ragazze giovani e carine, Dennis decise di dar loro un passaggio fino alla loro destinazione. Successivamente, Wilson incontrò ancora le due ragazze mentre stavano nuovamente facendo l'autostop. Questa volta se le portò a casa al numero 14400 di Sunset Boulevard vicino al Will Rogers Park.. Poi se ne andò in studio per una sessione. Quando fece ritorno a casa verso le 3 di notte, gli si fece incontro uno strano individuo, tale Charles Manson. Rientrando nell'abitazione, la trovò piena di circa una dozzina di persone, principalmente donne. Wilson rimase affascinato dal carisma di Manson e dal suo seguito; la "Manson Family" si stabilì a casa sua per un periodo, facendosi spesare in tutto dal Beach Boy.
Inizialmente colpito dal talento musicale di Manson, Wilson lo presentò alla sua cerchia di amici del music business, incluso Terry Melcher, la cui casa a Cielo Drive sarebbe stata in seguito affittata al regista Roman Polański e a sua moglie, l'attrice Sharon Tate. Tate, insieme ad altre persone, sarebbe stata selvaggiamente massacrata proprio in quella casa da alcuni membri della "family" poco tempo dopo. Le sedute di registrazione nelle quali Manson suonò qualche sua composizione ebbero luogo nello studio casalingo di Brian Wilson a Bel Air. Queste sessioni non sono state mai rese pubbliche, se ancora esistono. I Beach Boys inclusero una delle canzoni di Manson nel loro album 20/20 del 1969, originariamente intitolata Cease to Exist, rielaborata e reintitolata Never Learn Not to Love senza riconoscere alcun credito compositivo a Manson, suscitando in lui non poco risentimento.
Quando Wilson si rese conto della pericolosità effettiva di Manson e dei suoi accoliti, decise di andarsene lui da casa, senza però "sfrattare" Manson per paura di ritorsioni. Quando Manson trovò un'altra sistemazione più favorevole, lasciò a sua volta l'abitazione mettendo un proiettile nella cassetta delle lettere di Wilson come sinistra minaccia di vendetta.
Nell'agosto 1969, a seguito degli omicidi di Sharon Tate e dei coniugi LaBianca perpetrati dai seguaci di Manson, Dennis Wilson ruppe definitivamente i rapporti con Manson. Negli anni seguenti, raramente parlò in pubblico del suo coinvolgimento dell'epoca con la "family", diventando irrequieto e scorbutico quando qualcuno toccava l'argomento. Durante un'intervista concessa a diversi anni di distanza dai fatti, Wilson dichiarò: «Io so perché Manson ha fatto quello che ha fatto. Un giorno lo dirò al mondo. Scriverò un libro e spiegherò il perché. Negli anni le persone hanno sempre voluto sapere cosa è successo, com'era il mio rapporto con Charlie. Eravamo amici. Non ho testimoniato al processo. Non potevo. Ero troppo spaventato.»

### Carriera solista
Il 4 dicembre 1970, Wilson pubblicò il suo primo progetto da solista, il misconosciuto singolo Dennis Wilson & Rumbo. Il singolo conteneva Sound of Free sul lato A e Lady (conosciuta anche come Fallin' In Love) sul lato B.

#### Pacific Ocean Blue
Nel 1977 fu la volta del primo album da solista vero e proprio, l'LP Pacific Ocean Blue, disco di culto per i fan. Alcuni dei collaboratori di Wilson sull'album includono Daryl Dragon (il "Capitano" dei Captain & Tennille) e Gregg Jakobson. L'album raggiunse la posizione numero 94 in classifica negli Stati Uniti, vendendo circa 300 000 copie. Era stato progettato anche un tour a supporto del disco, ma successivamente venne cancellato. Tuttavia, Wilson eseguì qualche sua canzone solista durante qualche concerto dei Beach Boys del periodo. Nonostante Wilson stesso affermasse che l'album "non aveva sostanza".

#### Bambu

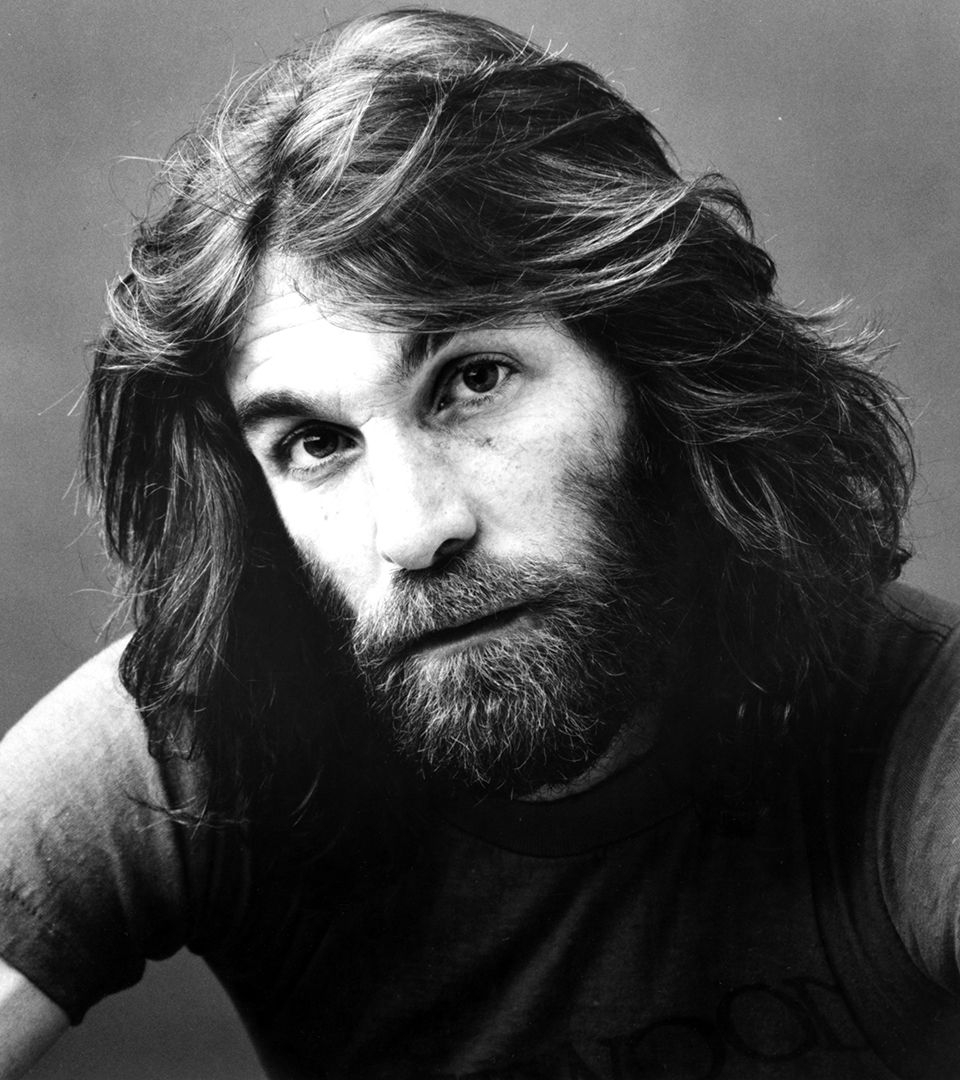
Dennis Wilson nel 1982

Le registrazioni dell'album Bambu, seguito di Pacific Ocean Blue, cominciarono nel 1978 ai Brother Studios di Santa Monica, con la collaborazione, come compositore e produttore, di Carli Muñoz, allora tastierista dei Beach Boys e grande amico di Dennis Wilson. Le prime quattro canzoni ufficialmente registrate per Bambu sono composizioni di Muñoz: It's Not Too Late, Constant Companion, All Alone e Under The Moonlight. Il progetto venne però accantonato, per problemi finanziari e per gli impegni di Dennis con i Beach Boys. Dennis scomparve nel 1983 senza aver portato a termine Bambu, che fu pubblicato solamente nel 2008, in una versione incompleta, all'interno di una ristampa di Pacific Ocean Blue.
Due canzoni risalenti alle sessioni di Bambu, Love Surrounds Me e Baby Blue, furono riciclate per l'LP dei Beach Boys del 1979 intitolato L.A.

### Morte
Dopo lunghi periodi di abusi di alcol, fumo e droghe, che gli avevano irrimediabilmente compromesso le corde vocali, il 28 dicembre 1983, poco tempo dopo il suo 39º compleanno, Wilson annegò nei pressi di Marina del Rey, a Los Angeles, quando, ubriaco a bordo dello yacht dell'amico Bill Oster, si gettò in acqua per recuperare un oggetto che aveva perso in mare tre anni prima.
Il 4 gennaio 1984, Dennis Wilson venne sepolto in mare in California dalla guardia costiera, dietro autorizzazione speciale del presidente degli Stati Uniti Ronald Reagan. Durante la cerimonia funebre venne suonata la canzone Farewell My Friend, uno dei brani da lui composti.

## Carriera da attore
Da sempre considerato "il bello del gruppo", Dennis Wilson intraprese la carriera di attore recitando insieme a James Taylor e a Warren Oates nel film Strada a doppia corsia del 1971, interpretando uno dei ruoli principali. Il film ebbe un discreto successo di pubblico e critica, ma la carriera di Wilson come attore, stranamente, non proseguì oltre.

## Vita privata
Dennis Wilson ebbe una vita sentimentale abbastanza movimentata. Si sposò cinque volte (due volte con la stessa donna) ed ebbe numerosi figli. All'epoca della morte, Dennis era sposato con Shawn Marie Love (figlia illegittima del cugino e compagno di band Mike Love), con la quale ebbe un figlio, Gage Dennis Wilson (nato il 3 settembre 1982). Le precedenti mogli di Wilson furono Carole Freedman, con la quale ebbe una figlia, Jennifer (nata il 21 dicembre 1966) e adottò un bambino di nome Scott; e Barbara Charren, con cui fece altri due figli, Michael (nato il 19 febbraio 1971) e Carl (nato il 31 dicembre 1972). Wilson si sposò anche due volte con Karen Lamm, la ex-moglie del tastierista dei Chicago Robert Lamm, la prima volta nel 1976 e la seconda nel 1978.

## Discografia

### Da solista
Album in studio
- 1977 - Pacific Ocean Blue
- 2008 - Bambu (The Caribou Sessions)

Singoli
- 1970 - Sound of Free (come Dennis Wilson & Rumbo)
- 1977 - River Song
- 1977 - You and I